# Túnica albugínea do ovário
Na mulher, a túnica albugínea do ovário encontra-se abaixo do epitélio germinativo, que recobre os ovários, e é uma cápsula de tecido conjuntivo denso não modelado, pouco vascularizado, cujas fibras colágenas estão orientadas mais ou menos paralelas à superfície do ovário.